# Jonathan Morgan
Jonathan Morgan (født Scott Gallegos den 5. februar 1966) er en amerikansk filminstruktør og pornostjerne, der har medvirket i omkring 500 film, ofte i komiske roller, og instrueret over 100 film, heraf flere under navnet Damian HellX.

## Udvalgte film
- The Creasemaster (1992)
- Haunted Nights (1994)
- The Face (1994)
- Latex (1995)
- Penetrator 2: Grudge Day (1995)
- A Clockwork Orgy (1995)
- Silver Screen Confidential (1996)
- Crazed (1997)
- Flashpoint (1998)
- Nurse Sadie (1998)
- Double Feature (1999)
- Desperate Love (1999)
- The Kissing Game (1999)
- Porn-o-matic 2000 (2000)
- Becoming Wet (2000)
- XXX Training (2001)
- Lust in America (2001)
- Turning Point (2002)
- Space Nuts (2003)
- The Assignment (2003)
- Falling from Grace (2003)
- Camp Cuddly Pines Powertool Massacre (2005)
- Becoming Carmen Hart (2006)